# Внешняя торговля Беларуси
Внешняя торговля Беларуси — обмен Республики Беларусь товарами и услугами с другими государствами.

## Общие показатели
Экспорт и импорт товаров по годам
Положительное сальдо торговли товарами в 1995—2020 гг. не наблюдалось, минимальное отрицательное сальдо (-344 млн долл.) было в 2012 году, максимальное (-9600 млн долл.) — в 2010 году.
Экспорт и импорт услуг по годам
Евросоюз — второй по величине внешнеторговый партнёр Беларуси после России. В 2020 году Беларусь продала в ЕС товаров на 5,5 млрд долларов, пятая часть которых пришлась на нефтепродукты. В 2020 году поставки нефтепродуктов снизились более чем на 40% на фоне пандемии и общего падения потребления топлива в мире. В первом квартале 2021 года, по данным Белстата, экспорт белорусских нефтепродуктов активно рос (в целом в 2,2 раза, до 2,5 млн тонн), причём на европейские страны пришлось 1,5 млн тонн (рост в 6,8 раза) на сумму 550,9 млн долларов (рост в 7,3 раза). Такие показатели объясняются в основном эффектом низкой базы с учётом приостановки поставок нефти из России в Беларусь в начале 2020 года и соответствующим сокращением загрузки белорусских НПЗ. Остальной экспорт нефтепродуктов в основном осуществляется на Украину.

## Торговля товарами и услугами
Национальный статистический комитет Республики Беларусь использует две методологии учёта внешней торговли товарами и услугами — используемую ООН Международную стандартную торговую классификацию (МСТК — SITC) и Товарную номенклатуру внешнеэкономической деятельности Евразийского экономического союза (ТН ВЭД ЕАЭС).

### По классификации ТН ВЭД ЕАЭС
Ниже приведена статистика экспорта и импорта товаров по классификации Товарной номенклатуры внешнеэкономической деятельности Евразийского экономического союза (ТН ВЭД ЕАЭС).

#### Продукция сельского хозяйства
Продукция растениеводства
В 2016 году экспорт продукции растениеводства составил 556,9 млн долл., доля в общем объёме экспорта составила 2,37 %. Из них 235,6 млн долл. овощей, корнеплодов и клубнеплодов, 235,6 млн долл. фруктов и орехов, 22,7 млн долл. злаков, 74,8 млн долл. продуктов мукомольно-крупяной промышленности.
| Торговля продукцией растениеводства:                                                            |
| ----------------------------------------------------------------------------------------------- |
| Графики недоступны из-за технических проблем. См. информацию на Фабрикаторе и на mediawiki.org. |

В 2016 году импорт продукции растениеводства составил 1950,7 млн долл., доля в общем объёме импорта — 7,07 %. Основные позиции импорта:
- яблоки, груши, айва — 744 тыс. т на 427 млн долл., в том числе 292 млн долл. из Польши, 30 млн долл. из Молдовы, 16 млн долл. из Ливана;
- томаты — 187 тыс. т на 218 млн долл., в том числе 110 млн долл. из Турции, 29 млн долл. из Испании, 22 млн долл. из Украины, 9 млн долл. из Испании;
- абрикосы, вишня, черешня, персики, сливы — 141 тыс. т на 173 млн долл., от 1 до 16 млн долл. импортировано из 17 стран Европы, Азии, Африки;
- виноград — 74 тыс. т на 105 млн долл., в том числе 69 млн долл. из Турции, 12 млн долл. из Молдовы, 4 млн долл. из Индии, 3 млн долл. из Сирии;
- цитрусовые — 92 тыс. т на 90 млн долл., в том числе 25 млн долл. из Турции, 16 млн долл. из Испании, 8 млн долл. из Италии, 7 млн долл. из Египта[6].

Продукция животноводства
В 2016 году экспорт продуктов животного происхождения и живых животных составил 2680,5 млн долл., доля в общем объёме экспорта составила 11,39 %. 692,8 млн долл. из них составили мясо и пищевые мясные субпродукты, 115,7 млн долл. — рыба, ракообразные и моллюски, 1859 млн долл. — молочная продукция, яйца, мёд, другие продукты животного происхождения. С 2000-х годов абсолютное большинство экспорта этого вида продукции направляется в Россию и страны СНГ.
| Торговля продукцией животноводства:                                                             |
| ----------------------------------------------------------------------------------------------- |
| Графики недоступны из-за технических проблем. См. информацию на Фабрикаторе и на mediawiki.org. |

Динамика экспорта основных продуктов этой группы товаров по годам (в млн долл. и тоннах):
| Год                                          | ед. изм.  | 2009  | 2010  | 2011  | 2012  | 2013  | 2014  | 2015  | 2016  | 2017  |
| -------------------------------------------- | --------- | ----- | ----- | ----- | ----- | ----- | ----- | ----- | ----- | ----- |
| Говядина свежая или охлаждённая (код 0201)   | млн долл. | 176   | 271   | 373   | 378   | 433   | 413   | 342   | 315   | 356   |
| Говядина свежая или охлаждённая (код 0201)   | тыс. т    | 49,6  | 69,8  | 73,3  | 74,7  | 99    | 95,2  | 102,7 | 104   | 98,2  |
| Говядина замороженная (код 0202)             | млн долл. | 195   | 195   | 128   | 147   | 196   | 118   | 116   | 153   | 147   |
| Говядина замороженная (код 0202)             | тыс. т    | 60,4  | 55,8  | 27,1  | 32,2  | 52,6  | 29,9  | 35,7  | 51,4  | 43,3  |
| Свинина (код 0203)                           | млн долл. | 48    | 119   | 184   | 218   | 130   | 57    | н/д   | н/д   | н/д   |
| Свинина (код 0203)                           | тыс. т    | 17,1  | 38,8  | 51,7  | 60,4  | 42,6  | 11,5  | н/д   | н/д   | н/д   |
| Мясо и субпродукты птицы (код 0207)          | млн долл. | 43    | 77    | 159   | 246   | 220   | 262   | 204   | 211   | 224   |
| Мясо и субпродукты птицы (код 0207)          | тыс. т    | 20,9  | 38,4  | 75    | 105,6 | 106,1 | 114,3 | 136,3 | 145,9 | 150,4 |
| Молоко и сливки несгущенные (код 0401)       | млн долл. | 45    | 100   | 135   | 202   | 234   | 268   | 188   | 183   | 232   |
| Молоко и сливки несгущенные (код 0401)       | тыс. т    | 105,9 | 165,4 | 183,2 | 300,6 | 287   | 323,4 | 324,9 | 316,9 | 307,1 |
| Молоко и сливки сгущенные и сухие (код 0402) | млн долл. | 304   | 510   | 523   | 571   | 859   | 680   | 495   | 458   | 476   |
| Молоко и сливки сгущенные и сухие (код 0402) | тыс. т    | 180,4 | 195,3 | 186,1 | 210,8 | 238,2 | 197,2 | 234,3 | 212,9 | 230,7 |
| Масло сливочное (код 0405)                   | млн долл. | 232   | 279   | 304   | 316   | 362   | 354   | 274   | 333   | 432   |
| Масло сливочное (код 0405)                   | тыс. т    | 85,5  | 62,7  | 64,9  | 85,6  | 67,3  | 69,6  | 87,9  | 85    | 80    |
| Сыры и творог (код 0406)                     | млн долл. | 395   | 568   | 604   | 616   | 649   | 803   | 639   | 690   | 798   |
| Сыры и творог (код 0406)                     | тыс. т    | 121,5 | 128,7 | 132,2 | 144,4 | 140,5 | 166,7 | 182,5 | 205   | 189,4 |

Некоторые другие позиции экспорта (2016):
- Рыба сушёная, солёная, копчёная, переработанная — 108 млн долл.;
- Пахта, йогурт, кефир — 94 млн долл.;
- Колбасы и аналогичные продукты — 82 млн долл.;
- Готовая или консервированная рыба — 124 млн долл. (110 млн долл. в Россию, 6 млн долл. в Украину, 1,7 млн долл. в Литву, 1,5 млн долл. в США).

Импорт этой продукции составил в 2016 году 534,6 млн долл..
Жиры и масла животного и растительного происхождения
| Экспорт жиров и масел (млн долл.):                                                              |
| ----------------------------------------------------------------------------------------------- |
| Графики недоступны из-за технических проблем. См. информацию на Фабрикаторе и на mediawiki.org. |

Импорт составил 150,7 млн долл. (2016 год), 185,1 млн долл. (2018 год).

#### Продукция промышленности
Пищевая промышленность: готовые пищевые продукты, напитки (в том числе алкогольные), уксус, табак

В 2016 г. экспорт готовых пищевых продуктов, безалкогольных и алкогольных напитков, уксуса, табака и его заменителей составил 871,5 млн долл. 
Б́ольшая часть экспорта пришлась на Россию (679 млн долл., или 77,9 %); основные позиции экспорта — готовые продукты из мяса, рыбы или ракообразных, моллюсков (258,5 млн долл.), сахар и кондитерские изделия из него (198,7 млн долл.), какао и продукты из него (44,5 млн долл.), готовые продукты из зерна злаков, муки, крахмала или молока (84,5 млн долл.), продукты переработки овощей, фруктов, орехов (49,6 млн долл.), алкогольные и безалкогольные напитки, уксус (142,3 млн долл.). 
Экспорт табачных изделий, в 2013—2015 гг. превышал 100 млн долл., в 2016 году прекратился. 
Экспорт сахара в 2016 г. составил 183 млн долл., в том числе на 145 млн долл. сахара было экспортировано в Россию, 23 млн долл. на Украину, 9 млн долл. в Молдову, по 2 млн долл. в Кыргызстан и Таджикистан.
| Торговля готовыми пищевыми продуктами и напитками:                                              |
| ----------------------------------------------------------------------------------------------- |
| Графики недоступны из-за технических проблем. См. информацию на Фабрикаторе и на mediawiki.org. |

Импорт в 2016 году составил 1391 млн долл. 
Важнейшие позиции импорта:
- отходы, получаемые при извлечении прочих растительных масел — 548 тыс. т на 122 млн долл., в том числе 111 млн долл. из Украины и 10 млн долл. из России;
- отходы, получаемые при извлечении соевого масла — 269 тыс. т на 114 млн долл., в том числе 44 млн долл. из России, 42 млн долл. из Аргентины, 26 млн долл. из Украины;
- продукты для кормления животных — 56 тыс. т на 100 млн долл., в том числе 51 млн долл. из России, по 9 млн долл. из Китая и Бельгии[17].

Минеральные продукты
Торговля минеральными продуктами (прежде всего, нефтепродуктами) является одним из важнейших направлений внешней торговли Беларуси. В 2016 году на экспорт было поставлено товаров на сумму 5053,8 млн долл., в том числе 4848,6 млн долл. топлива минерального, нефти и продуктов их перегонки и 202,8 млн долл. соли, камня, штукатурных материалов, извести и цемента. География экспорта нефтепродуктов широкая, более половины экспорта приходится на страны вне СНГ.
| Экспорт и импорт минерального топлива, нефти и продуктов перегонки:                             |
| ----------------------------------------------------------------------------------------------- |
| Графики недоступны из-за технических проблем. См. информацию на Фабрикаторе и на mediawiki.org. |

Динамика экспорта по некоторым позициям:
| Год                      | ед. изм.  | 2009   | 2010   | 2011    | 2012   | 2013    | 2014   | 2015   | 2016   | 2017   |
| ------------------------ | --------- | ------ | ------ | ------- | ------ | ------- | ------ | ------ | ------ | ------ |
| Соль (код 2501)          | млн долл. | 48,8   | 62,8   | 77,1    | 79,2   | 91,6    | 68,6   | н/д    | н/д    | н/д    |
| Соль (код 2501)          | тыс. т    | 1272,8 | 1587,4 | 1800,7  | 1399,6 | 1722,6  | 1251,3 |        |        |        |
| Цемент (код 2523)        | млн долл. | 43,8   | 32,2   | 50,8    | 82,5   | 96,2    | 118,2  | 69,8   | 67,5   | 94,6   |
| Цемент (код 2523)        | тыс. т    | 656,2  | 475,3  | 606,6   | 1002,9 | 1369,4  | 1772,8 | 1584,5 | 1628,1 | 1950,5 |
| Нефть сырая (код 2709)   | млн долл. | 738,1  | 0      | 1319,6  | 1288   | 1241,3  | 1124,3 | 579,3  | 471,6  | 606,6  |
| Нефть сырая (код 2709)   | тыс. т    | 1715,9 | 0      | 1675,5  | 1645,1 | 1619,2  | 1617,4 | 1615,4 | 1616,6 | 1620,9 |
| Нефтепродукты (код 2710) | млн долл. | 7011,6 | 6669,7 | 12732,8 | 14505  | 10155,5 | 9853,3 | 6786,4 | 4041,4 | 5332,3 |
| Нефтепродукты (код 2710) | млн т     | 15,5   | 11,2   | 15,7    | 17,5   | 13,6    | 13,8   | 16,9   | 13     | 12,3   |
| Сжиженный газ (код 2711) | млн долл. | 115,3  | 208,9  | 261,7   | 329,1  | 356,7   | 393,9  | 196,1  | 125,8  | 269,5  |
| Сжиженный газ (код 2711) | тыс. т    | 310    | 339,4  | 319     | 424,1  | 536     | 558,6  | 578    | 436    | 636,5  |

Вся экспортированная сырая нефть (1,6 млн т на 471,6 млн долл. в 2016 году) была отправлена в Германию. Большая часть цемента (1,6 млн т на 67,5 млн долл.) была экспортирована в Россию (1,45 млн т, или 59 млн долл.), существенные объёмы — в Польшу (119 тыс. т) и Литву (47,8 тыс. т). Сжиженный газ (436 тыс. т, 126 млн долл.) экспортировался в Украину (235 тыс. т, 64 млн долл.), Россию (43 тыс. т, 21 млн долл.), Польшу (124 тыс. т, 31 млн долл.). Весьма широка география поставок нефтепродуктов:
- Украина — 4331 тыс. т (1747 млн долл.);
- Великобритания — 3140 тыс. т (944 млн долл.);
- Нидерланды — 3922 тыс. т (729 млн долл.);
- Литва — 522 тыс. т (190 млн долл.);
- Россия — 268 тыс. т (99 млн долл.; объёмы существенно сократились в 2014—2016 годах);
- Латвия — 204 тыс. т (80 млн долл.);
- Италия — 0 в 2016 году, но в 2014 году — 1554 тыс. т (891 млн долл.).

Падение мировых цен на нефть существенно снизило стоимость экспортированных нефтепродуктов: в абсолютных объёмах количество экспортированных нефтепродуктов в 2014—2016 годах незначительно снизилось (с 13,8 до 13 млн т), но их стоимость упала более чем вдвое — с 9853 до 4041 млн долл..
В 2016 году 99 % сырой нефти и 100 % природного газа было импортировано из России.
Продукция химической промышленности (без пластмассы и резины)
В 2016 году экспорт продукции химической промышленности составил 3184,7 млн долл., в том числе:
- удобрения — 2414 млн долл.;
- фармацевтическая продукция — 157 млн долл.;
- органические химические соединения — 119,7 млн долл.;
- эфирные масла, парфюмерия, косметика — 83,7 млн долл.;
- экстракты дубильные или красильные — 76,9 млн долл.;
- мыло, моющие средства — 59,2 млн долл.;
- продукты неорганической химии — 38,3 млн долл.[21].

| Экспорт и импорт продукции химической промышленности, в том числе удобрений (млн долл.):        |
| ----------------------------------------------------------------------------------------------- |
| Графики недоступны из-за технических проблем. См. информацию на Фабрикаторе и на mediawiki.org. |

Динамика экспорта по некоторым позициям:
| Год                             | ед. изм.  | 2009  | 2010   | 2011   | 2012   | 2013   | 2014   | 2015  | 2016   | 2017   |
| ------------------------------- | --------- | ----- | ------ | ------ | ------ | ------ | ------ | ----- | ------ | ------ |
| Удобрения азотные               | млн долл. | 139,5 | 137,3  | 303,8  | 195,9  | 260,5  | 178,5  | 272,1 | 154,9  | 140,2  |
| Удобрения азотные               | тыс. т    | 305,6 | 238,2  | 323,3  | 235,3  | 393    | 267    | 473,8 | 363    | 288,9  |
| Удобрения калийные              | млн долл. | 1357  | 2225   | 3350   | 2662   | 2052   | 2669   | 2674  | 2020   | 2260   |
| Удобрения калийные              | тыс. т    | 1759  | 4180,6 | 4698,3 | 3668,9 | 3437,3 | 5719,7 | 5553  | 5706,3 | 6435,9 |
| Удобрения минеральные смешанные | млн долл. | 73,3  | 82,9   | 128,4  | 148,8  | 151,1  | 206,4  | 236,1 | 237,9  | 237,7  |
| Удобрения минеральные смешанные | тыс. т    | 254   | 264,3  | 285,3  | 341,1  | 384,9  | 597,9  | 732,1 | 847,3  | 901,3  |
| Расфасованные лекарства         | млн долл. | 85,1  | 113,6  | 117,1  | 135,8  | 142,5  | 144,6  | 132,7 | 144,8  | 188,6  |
| Расфасованные лекарства         | тыс. т    | 6,8   | 7      | 8,1    | 10,8   | 9,8    | 9,4    | 9,7   | 9,7    | 10,4   |

Основные покупатели калийных удобрений в 2016 году (5706 тыс. т, 2020 млн долл.):
- Бразилия — 1231 тыс. т, 430 млн долл.;
- Китай — 887 тыс. т, 290 млн долл.;
- Индия — 635 тыс. т, 233 млн долл.;
- Индонезия — 371 тыс. т, 134 млн долл.;
- Малайзия — 328 тыс. т, 105 млн долл.;
- от 50 до 100 млн долл. минеральных удобрений экспортировано в Бангладеш, Вьетнам, Норвегию, Польшу, США, Таиланд.

Основные покупатели азотных удобрений (363 тыс. т, 155 млн долл.):
- Польша — 65 тыс. т, 28 млн долл.;
- Украина — 48 тыс. т, 24 млн долл.;
- Германия — 37 тыс. т, 15 млн долл.;
- Эквадор — 25 тыс. т, 10 млн долл.;
- Литва — 24 тыс. т, 10 млн долл.;
- от 5 до 10 млн долл. азотных удобрений экспортировано в Бразилию, Аргентину, США, Канаду.

Большая часть экспорта смешанных минеральных удобрений (847 тыс. т, 238 млн долл.) приходится на Украину, Литву и Польшу.
Основные покупатели фармацевтической продукции — Россия (111 млн долл.) и Казахстан (13 млн долл.).
Основные позиции импорта:
- лекарства — 402 млн долл., в том числе 50 млн долл. из Германии, 39 млн долл. из России, 32 млн долл. из Индии, 27 млн долл. из Франции, 25 млн долл. из Венгрии, 20 млн долл. из Польши; из Австрии, Бельгии, Италии, Латвии, Румынии, Словении, Украины — от 10 до 20 млн долл.;
- вакцины, сыворотки из крови, кровь — 137 млн долл., в том числе 30 млн долл. из России, 17 млн долл. из США, 14 млн долл. из Китая, 13 млн долл. из Нидерландов, 10 млн долл. из Франции, 9 млн долл. из Австрии;
- поверхностно-активные, моющие и чистящие вещества — 108 млн долл., в том числе 64 млн долл. из России, 12 млн долл. из Германии;
- инсектициды, гербициды — 95 млн долл., в том числе 32 млн долл. из России, 13 млн долл. из Германии, 11 млн долл. из Франции;
- спирты ациклические — 66 млн долл., в том числе 59 млн долл. из России[24].

Продукция из пластмасс и резины
| Экспорт и импорт пластмасс, резины и изделий из них:                                            |
| ----------------------------------------------------------------------------------------------- |
| Графики недоступны из-за технических проблем. См. информацию на Фабрикаторе и на mediawiki.org. |

В 2016 году было экспортировано продукции из пластмасс и резины на 1249 млн долл., в том числе:
- 82 тыс. т плит, листов, плёнки из пластмасс на 163 млн долл. (в том числе 148 млн долл. в Россию);
- 71 тыс. т тары пластмассовой на 223 млн долл. (в том числе 191 млн долл. в Россию, 14 млн долл. в Украину, 9 млн долл. в Казахстан);
- 3,9 млн шин на 280 млн долл. (в том числе 121 млн долл. в Россию, 58 млн долл. в Украину, 21 млн долл. в Бельгию, 16 млн долл. в Казахстан, 11 млн долл. в Нидерланды)
- 111 тыс. т полимеров этилена на 140,3 млн долл. (в том числе 114 млн долл. в Россию, 12 млн долл. в Украину, 7 млн долл. в Литву);
- 114 тыс. т полиацеталей и полиэфиров прочих, смол эпоксидных на 103 млн долл. (в том числе 77 млн долл. в Россию, 13 млн долл. в Украину, 5 млн долл. в Узбекистан);
- 71 тыс. т полиамидов на 94 млн долл. (в том числе 48 млн долл. в Китай, по 11 млн долл. в Бельгию и Россию, 9 млн долл. в Германию, 5 млн долл. в Словакию)[25].

Импорт в 2016 году составил 1699 млн долл., в том числе:
- плит, листов и плёнки из пластмасс на 217 млн долл. (102 млн долл. из России, 24 млн долл. из Польши, 23 млн долл. из Китая, 14 млн долл. из Германии, 10 млн долл. из Литвы);
- полимеров этилена на 187 млн долл. (71 млн долл. из Саудовской Аравии, 55 млн долл. из России, 11 млн долл. из Германии, 10 млн долл. из Швеции);
- шин автомобильных на 121 млн долл. (96 млн долл. из России, 7 млн долл. из Кореи);
- полимеров пропилена на 120 млн долл. (95 млн долл. из России, 9 млн долл. из Германии);
- полимеров стирола на 95 млн долл. (51 млн долл. из России, 11 млн долл. из Бельгии, 8 млн долл. из Германии);
- полиацеталей и полиэфиров простых прочих, смол эпоксидных на 92 млн долл. (41 млн долл. из России, 12 млн долл. из Германии, 8 млн долл. из Испании);
- прочих изделий из пластмасс на 92 млн долл. (26 млн долл. из России, 13 млн долл. из Китая, 12 млн долл. из Германии);
- тары пластмассовой на 90 млн долл. (49 млн долл. из России, 12 млн долл. из Польши, 8 млн долл. из Украины);
- синтетического каучука на 56 млн долл. (46 млн долл. из России)[27].

Древесина и деревообрабатывающая промышленность
| Экспорт и импорт:                                                                               |
| ----------------------------------------------------------------------------------------------- |
| Графики недоступны из-за технических проблем. См. информацию на Фабрикаторе и на mediawiki.org. |

В 2016 г. было экспортировано товаров на 847 млн долл., в частности:
- 2930 тыс. м3 необработанных пиломатериалов на 87 млн долл., в том числе 39 млн долл. в Польшу, 17 млн долл. в Румынию, 13 млн долл. в Латвию, 11 млн долл. в Литву;
- 1080 тыс. т продольно-распиленных лесоматериалов на 175 млн долл., в том числе 46 млн долл. в Германию, 35 млн долл. в Литву, 29 млн долл. в Латвию, по 13 млн долл. в Бельгию и Польшу, 10 млн долл. в Нидерланды, 8 млн долл. в Эстонию;
- 1487 тыс. м3 древесно-стружечных плит на 218 млн долл., в том числе 105 млн долл. в Россию, 55 млн долл. в Польшу, 20 млн долл. в Украину, 11 млн долл. в Литву, 8 млн долл. в Казахстан;
- 58 302 тыс. м2 древесно-волокнистых плит на 108 млн долл., в том числе 45 млн долл. в Россию, 32 млн долл. в Польшу, 10 млн долл. в Украину, 6 млн долл. в Иран[28][29].

Импорт составил 119 млн долл..
Бумага, картон, полиграфическая продукция
| Экспорт и импорт:                                                                               |
| ----------------------------------------------------------------------------------------------- |
| Графики недоступны из-за технических проблем. См. информацию на Фабрикаторе и на mediawiki.org. |

В 2016 г. было экспортировано бумаги и картина, изделий из них, массы из древесины на 166 млн долл., в том числе 30,5 млн долл. изделий полиграфической промышленности.
Импорт составил 450 млн долл., в том числе бумаги, картона и ваты из целлюлозных волокон на 82 млн долл..
Текстильные материалы и текстильные изделия
| Графики недоступны из-за технических проблем. См. информацию на Фабрикаторе и на mediawiki.org. |

В 2016 году было экспортировано товаров этой группы на 1083 млн долл., в частности:
- 57 тыс. т нитей комплексных синтетических на 112 млн долл., в том числе 57 млн долл. в Россию, 10 млн долл. в Германию, 9 млн долл. в Нидерланды;
- 68 тыс. т волокон синтетических нечёсаных на 74 млн долл., в том числе 44 млн долл. в Россию, 9 млн долл. в Иран, 6 млн долл. в Словению;
- 182 млн пар чулочно-носочных изделий на 91 млн долл., в том числе 73 млн долл. в Россию, 11 млн долл. в Украину;
- 2,7 млн шт одежды мужской текстильной на 42 млн долл., в том числе 38 млн долл. в Россию, 3 млн долл. в Польшу;
- 3 млн шт одежды женской текстильной на 39 млн долл., в том числе 30 млн долл. в Россию, 5 млн долл. в Германию, 3 млн долл. в Литву[33][34].

Импорт составил 1024 млн долл.
Обувь, головные уборы, зонты
| Графики недоступны из-за технических проблем. См. информацию на Фабрикаторе и на mediawiki.org. |

В 2016 году было экспортировано товаров этой группы на 156 млн долл., в частности:
- обуви, гетр и аналогичных изделий на 150 млн долл., в том числе:
  - 6,1 млн пар обуви с верхом из натуральной кожи на 120 млн долл., в том числе 118 млн долл. в Россию[36].

Импорт составил 245 млн долл.
Изделия из камня, гипса, цемента, асбеста, керамических изделий, стекла
| Графики недоступны из-за технических проблем. См. информацию на Фабрикаторе и на mediawiki.org. |

В 2016 г. было экспортировано товаров этой группы на 442 млн долл..
Импорт составил 320 млн долл..
Недрагоценные металлы и изделия из них
| Графики недоступны из-за технических проблем. См. информацию на Фабрикаторе и на mediawiki.org. |

В 2016 году было экспортировано товаров этой группы на 1615 млн долл..
Импорт составил 2506 млн долл., в том числе:
- отходов и лома чёрных металлов — 256 млн долл. (из них 253 млн долл. из России);
- труб, трубок и профилей из чёрных металлов — 187 млн долл. (153 млн долл. из России, 8 млн долл. из Испании, 7 млн долл. из Украины);
- металлоконструкций из чёрных металлов — 173 млн долл. (79 млн долл. из России, 53 млн долл. из Китая, 10 млн долл. из Польши);
- проката плоского из нелегированной стали плакированного — 141 млн долл. (102 млн долл. из России, 16 млн долл. из Китая, 8 млн долл. из Германии);
- проката плоского из нелегированной стали горячекатаного — 121 млн долл. (75 млн долл. из России, 46 млн долл. из Украины);
- мебельной арматуры и креплений — 92 млн долл. (30 млн долл. из Китая, 17 млн долл. из России, по 7 млн долл. из Польши, Австрии, Турции)[41].

Машины, оборудование, механизмы
| Графики недоступны из-за технических проблем. См. информацию на Фабрикаторе и на mediawiki.org. |

В 2016 г. было экспортировано товаров этой группы на 2062 млн долл..
Некоторые позиции экспорта:
| Год                                                       | ед. изм.  | 2009  | 2010  | 2011  | 2012   | 2013  | 2014  | 2015  | 2016  | 2017  |
| --------------------------------------------------------- | --------- | ----- | ----- | ----- | ------ | ----- | ----- | ----- | ----- | ----- |
| Двигатели внутреннего сгорания                            | млн долл. | 75    | 123,2 | 161,8 | 151,1  | 135,9 | 105,5 | н/д   | н/д   | н/д   |
| Двигатели внутреннего сгорания                            | тыс. шт   | 27    | 39,7  | 63,1  | 54,1   | 55,6  | 43,3  | н/д   | н/д   | н/д   |
| Насосы воздушные или вакуумные, компрессоры и вентиляторы | млн долл. | 64,1  | 88    | 94,4  | 99,8   | 101,7 | 78,7  | н/д   | н/д   | н/д   |
| Насосы воздушные или вакуумные, компрессоры и вентиляторы | тыс. шт   | 1307  | 1441  | 1171  | 1332   | 1114  | 1139  | н/д   | н/д   | н/д   |
| Холодильное оборудование                                  | млн долл. | 237,7 | 285,4 | 285   | 291,8  | 271,4 | 234,9 | 163,5 | 184,8 | 175,2 |
| Холодильное оборудование                                  | тыс. шт   | 816,3 | 989,5 | 941,7 | 1016,8 | 967,2 | 933,3 | 772,3 | 883,5 | 740,8 |
| Подъёмные и погрузочно-разгрузочные устройства            | млн долл. | 106   | 102,3 | 119,3 | 137,7  | 151,4 | 150,6 | 99,1  | 122,5 | 138,7 |
| Подъёмные и погрузочно-разгрузочные устройства            | шт        | 6707  | 7371  | 8135  | 12290  | 12391 | 12827 | 10440 | 23087 | 18972 |
| Дорожная и строительная техника                           | млн долл. | 36,9  | 83    | 110,6 | 91,6   | 70,2  | 44,6  | н/д   | н/д   | н/д   |
| Дорожная и строительная техника                           | шт        | 1172  | 2014  | 2699  | 2258   | 1738  | 1171  | н/д   | н/д   | н/д   |
| Машины для уборки и обмолота сельскохозяйственных культур | млн долл. | 225,4 | 242,2 | 326,6 | 357    | 380,5 | 258,6 | 119,4 | 157,7 | 198,1 |
| Машины для уборки и обмолота сельскохозяйственных культур | тыс. шт   | 15,2  | 11,9  | 17,1  | 18,4   | 18,9  | 15,8  | 12,2  | 18,7  | 17,4  |
| Электрические трансформаторы                              | млн долл. | 86,1  | 112,2 | 142,2 | 154,2  | 159,7 | 143,1 | 83,8  | 90,3  | 112,2 |
| Электрические трансформаторы                              | тыс. шт   | 774   | 1264  | 1223  | 1545   | 1467  | 912   | 1382  | 5976  | 12011 |
| Изолированные провода и кабели                            | млн долл. | 137,3 | 192,9 | 252,9 | 247,4  | 226,1 | 221,1 | 177,6 | 181   | 216,1 |
| Изолированные провода и кабели                            | тыс. т    | 24,9  | 33,3  | 40,3  | 42,8   | 44    | 48    | 45    | 53,2  | 58,7  |

Импорт составил 4386 млн долл. Основные позиции импорта:
- аппаратура связи и части к ней — 352 млн долл. (218 млн долл. из Китая, 96 млн долл. из России);
- оборудование для термической обработки металлов — 207 млн долл. (78 млн долл. из Германии, 72 млн долл. из России);
- двигатели внутреннего сгорания (бензиновые и дизельные) — 125 тыс. штук на 186 млн долл. (62 млн долл. из России, 50 млн долл. из Великобритании, 24 млн долл. из Германии, 21 млн долл. из США, 12 млн долл. из Китая);
- вычислительные машины для первичной обработки информации — 154 млн долл. (72 млн долл. из Китая, 27 млн долл. из России, 17 млн долл. из Чехии);
- арматура для трубопроводов — 154 млн долл.;
- провода изолированные, кабели — 129 млн долл.;
- пульты, панели, столы для электрической аппаратуры — 123 млн долл.;
- электрические двигатели и генераторы — 116 млн долл.;
- насосы жидкостные — 114 млн долл. (28 млн долл. из России, 26 млн долл. из Германии, 19 млн долл. из Китая, 9 млн долл. из Италии);
- центрифуги, оборудование и устройства для фильтрования жидкостей и газов — 108 млн долл. (30 млн долл. из России, 18 млн долл. из Китая, 12 млн долл. из Германии, 9 млн долл. из Польши, 8 млн долл. из Италии);
- телевизоры, мониторы, проекторы — 105 млн долл.;
- электрические трансформаторы — 103 млн долл.;
- оборудование для обработки резины и пластмасс — 880 штук на 90 млн долл. (39 млн долл. из Италии, 16 млн долл. из Германии, 12 млн долл. из Китая, 10 млн долл. из Словакии);
- машины и механические устройства специального назначения — 65 млн долл.;

Транспортное оборудование
| Графики недоступны из-за технических проблем. См. информацию на Фабрикаторе и на mediawiki.org. |

Основные позиции экспорта:
| Год                                                           | ед. изм.  | 2009  | 2010  | 2011   | 2012   | 2013   | 2014  | 2015  | 2016  | 2017   |
| ------------------------------------------------------------- | --------- | ----- | ----- | ------ | ------ | ------ | ----- | ----- | ----- | ------ |
| Тракторы и седельные тягачи (код 8701)                        | млн долл. | 627,7 | 790,6 | 1389,7 | 1437,4 | 1076,3 | 849,9 | 485,5 | 476,7 | 612,5  |
| Тракторы и седельные тягачи (код 8701)                        | тыс. шт   | 41,3  | 43,9  | 64,1   | 66,5   | 54,5   | 46,1  | 32,8  | 31,7  | 37,9   |
| Автомобили для перевозки от 10 пассажиров (код 8702)          | млн долл. | 58,3  | 132,2 | 149,7  | 216,6  | 165,7  | 78,8  | н/д   | н/д   | н/д    |
| Автомобили для перевозки от 10 пассажиров (код 8702)          | шт        | 568   | 1316  | 1480   | 2105   | 1602   | 858   | н/д   | н/д   | н/д    |
| Автомобили легковые (код 8703)                                | млн долл. | н/д   | н/д   | н/д    | н/д    | н/д    | н/д   | 135,4 | 271,9 | 107,3  |
| Автомобили легковые (код 8703)                                | шт        | н/д   | н/д   | н/д    | н/д    | н/д    | н/д   | 9109  | 12357 | 4098   |
| Автомобили грузовые (код 8704)                                | млн долл. | 413,5 | 813,4 | 1370,5 | 1613   | 1110,5 | 932,4 | 576,7 | 631,6 | 1028,5 |
| Автомобили грузовые (код 8704)                                | шт        | 2976  | 6871  | 11786  | 15158  | 10933  | 8787  | 3881  | 4704  | 6119   |
| Части и принадлежности для автомобилей и тракторов (код 8708) | млн долл. | 215,6 | 311,6 | 392,1  | 394,2  | 357    | 329,1 | 212,5 | 260   | 311,4  |
| Части и принадлежности для автомобилей и тракторов (код 8708) | тыс. т    | 45,9  | 68,1  | 71     | 67,6   | 61,4   | 61,4  | 47,3  | 59,2  | 63,9   |
| Прицепы и полуприцепы (код 8716)                              | млн долл. | 58,6  | 60,8  | 105,4  | 130,9  | 108,3  | 66,9  | н/д   | н/д   | н/д    |
| Прицепы и полуприцепы (код 8716)                              | тыс. шт   | 10,2  | 10,6  | 19,9   | 12,9   | 12,3   | 11    | н/д   | н/д   | н/д    |

Инструменты
Прежнее название этой группы товаров — «Приборы и аппараты оптические, фотографические, измерительные, медицинские; часы; музыкальные инструменты, их части и принадлежности»
| Графики недоступны из-за технических проблем. См. информацию на Фабрикаторе и на mediawiki.org. |

В 2016 году было экспортировано инструментов и аппаратов оптических, фотографических, измерительных, медицинских, часов, музыкальных инструментов на 323 млн долл..
Импорт составил 464 млн долл..
Разные промышленные товары
| Графики недоступны из-за технических проблем. См. информацию на Фабрикаторе и на mediawiki.org. |

Ведущую роль в этой группе товаров занимает мебель и сопутствующие товары (Мебель; постельные принадлежности, матрацы, осветительное оборудование), экспорт которых стабильно составляет более 1 % от общего объёма экспорта из Республики Беларусь в другие страны:
| Год                | 1995 | 2000 | 2005 | 2008 | 2009 | 2010 | 2011 | 2012 | 2013 | 2014 | 2015 | 2016 | 2017 | 2018 |
| ------------------ | ---- | ---- | ---- | ---- | ---- | ---- | ---- | ---- | ---- | ---- | ---- | ---- | ---- | ---- |
| экспорт, млн долл. | 127  | 164  | 313  | 554  | 320  | 373  | 452  | 526  | 602  | 588  | 397  | 423  | 546  | 608  |

### По классификации МСТК (международной)
Пищевые продукты и живые животные
| Экспорт (млн долл.):                                                                            | Доля в общем объёме экспорта (%):                                                               |
| ----------------------------------------------------------------------------------------------- | ----------------------------------------------------------------------------------------------- |
| Графики недоступны из-за технических проблем. См. информацию на Фабрикаторе и на mediawiki.org. | Графики недоступны из-за технических проблем. См. информацию на Фабрикаторе и на mediawiki.org. |
| Импорт (млн долл.):                                                                             | Доля в общем объёме импорта (%):                                                                |
| Графики недоступны из-за технических проблем. См. информацию на Фабрикаторе и на mediawiki.org. | Графики недоступны из-за технических проблем. См. информацию на Фабрикаторе и на mediawiki.org. |

Напитки и табак
| Экспорт (млн долл.):                                                                            | Импорт (млн долл.):                                                                             |
| ----------------------------------------------------------------------------------------------- | ----------------------------------------------------------------------------------------------- |
| Графики недоступны из-за технических проблем. См. информацию на Фабрикаторе и на mediawiki.org. | Графики недоступны из-за технических проблем. См. информацию на Фабрикаторе и на mediawiki.org. |

Сырьё непродовольственное, кроме топлива
| Экспорт (млн долл.):                                                                            | Импорт (млн долл.):                                                                             |
| ----------------------------------------------------------------------------------------------- | ----------------------------------------------------------------------------------------------- |
| Графики недоступны из-за технических проблем. См. информацию на Фабрикаторе и на mediawiki.org. | Графики недоступны из-за технических проблем. См. информацию на Фабрикаторе и на mediawiki.org. |

Минеральное топливо, смазочные масла и аналогичные материалы
| Экспорт (млн долл.):                                                                            | Доля в общем объёме экспорта (%):                                                               |
| ----------------------------------------------------------------------------------------------- | ----------------------------------------------------------------------------------------------- |
| Графики недоступны из-за технических проблем. См. информацию на Фабрикаторе и на mediawiki.org. | Графики недоступны из-за технических проблем. См. информацию на Фабрикаторе и на mediawiki.org. |
| Импорт (млн долл.):                                                                             | Доля в общем объёме импорта (%):                                                                |
| Графики недоступны из-за технических проблем. См. информацию на Фабрикаторе и на mediawiki.org. | Графики недоступны из-за технических проблем. См. информацию на Фабрикаторе и на mediawiki.org. |

Животные и растительные масла, жиры и воски
| Экспорт (млн долл.):                                                                            | Импорт (млн долл.):                                                                             |
| ----------------------------------------------------------------------------------------------- | ----------------------------------------------------------------------------------------------- |
| Графики недоступны из-за технических проблем. См. информацию на Фабрикаторе и на mediawiki.org. | Графики недоступны из-за технических проблем. См. информацию на Фабрикаторе и на mediawiki.org. |

Химические вещества и аналогичная продукция
| Экспорт и импорт (млн долл.):                                                                   | Доля в общем объёме экспорта и импорта (%):                                                     |
| ----------------------------------------------------------------------------------------------- | ----------------------------------------------------------------------------------------------- |
| Графики недоступны из-за технических проблем. См. информацию на Фабрикаторе и на mediawiki.org. | Графики недоступны из-за технических проблем. См. информацию на Фабрикаторе и на mediawiki.org. |

Промышленные товары
| Экспорт и импорт (млн долл.):                                                                   | Доля в общем объёме экспорта и импорта (%):                                                     |
| ----------------------------------------------------------------------------------------------- | ----------------------------------------------------------------------------------------------- |
| Графики недоступны из-за технических проблем. См. информацию на Фабрикаторе и на mediawiki.org. | Графики недоступны из-за технических проблем. См. информацию на Фабрикаторе и на mediawiki.org. |

Машины и транспортное оборудование
| Экспорт и импорт (млн долл.):                                                                   | Доля в общем объёме экспорта и импорта (%):                                                     |
| ----------------------------------------------------------------------------------------------- | ----------------------------------------------------------------------------------------------- |
| Графики недоступны из-за технических проблем. См. информацию на Фабрикаторе и на mediawiki.org. | Графики недоступны из-за технических проблем. См. информацию на Фабрикаторе и на mediawiki.org. |

Различные готовые изделия
| Экспорт и импорт (млн долл.):                                                                   |
| ----------------------------------------------------------------------------------------------- |
| Графики недоступны из-за технических проблем. См. информацию на Фабрикаторе и на mediawiki.org. |

## Страны
В разделе приведена статистика внешней торговли по странам, с графиками динамики торговли по важнейшим торговым партнёрам.
Основные торговые партнёры:
ЭкспортКрупнейшие партнёры по экспорту товаров — 11 стран, доля которых в экспорте в 2015—2018 гг. составляла более 1 % от общего объёма экспорта Республики Беларусь: Бразилия, Великобритания, Германия, Казахстан, Китай, Латвия, Литва, Нидерланды, Польша, Россия, Украина.
Экспорт ещё в две страны дважды превышал 1% за этот период: Азербайджан в 2015 и 2018 годах, Индия в 2015, 2016 и 2017 годах.
ИмпортКрупнейшие партнёры по импорту товаров — 8 стран, доля которых в экспорте в 2015—2018 гг. составляла более 1 % от общего объёма импорта в страну: Германия, Италия, Китай, Польша, Россия, США, Турция, Украина.
В 2015 году более 1% составляла доля Франции.

### Австрия, Азербайджан, Армения, Бангладеш, Бельгия, Бразилия
Австрия
В 2016 году в Австрию было экспортировано товаров на 15,5 млн долл., в 2017 году — на 19 млн, в 2018 году — на 28,4 млн. Импорт товаров из Австрии составил 129 млн долл. (2016). Основные позиции импорта — лекарства (12 млн долл.), вакцины (9 млн долл.), арматура крепления для мебели (7 млн долл.).
Азербайджан
Экспорт в Азербайджан составил 135,4 млн долл. (2016 год), крупнейшие позиции экспорта — тракторы и седельные тягачи (952 штуки на 16,4 млн долл.), железнодорожные вагоны моторные (2 штуки на 6,8 млн долл.), железнодорожные вагоны несамоходные (2 штуки на 4,6 млн долл.).
Импорт составил 36,2 млн долл., крупнейшая позиция — полимеры этилена (6 млн долл.).
Армения
Экспорт в Армению составил 22 млн долл. (2016 год), крупнейшая позиция экспорта — шины (132 тыс. штук на 5,2 млн долл.). Импорт составил 10,1 млн долл., крупнейшая позиция — крепкие спиртные напитки (381 тыс. л на 5,4 млн долл.).
Бангладеш
В 2016 году экспорт товаров в Бангладеш составил 135 млн долл., в том числе на 84 млн долл. было продано калийных удобрений, на 44 млн долл. — дорожной и строительной техники. Импорт из Бангладеш составил 19,9 млн долл..
Бельгия
Экспорт товаров в Бельгию в 2016 году составил 205,5 млн долл.. Важнейшие позиции экспорта — калийные удобрения (48 млн долл.), шины (279 тыс. штук на 20,7 млн долл.), продольно-распиленные лесоматериалы (12,7 млн долл.), полиамиды (10,7 млн долл.). Импорт товаров из Бельгии составил 163 млн долл.. Основные позиции импорта — полимеры стирола (11 млн долл.), лекарства, амино-альдегидные, феноло-альдегидные смолы (по 10 млн долл.).
Бразилия
Экспорт товаров в Бразилию в 2016 году составил 441 млн долл.. Основная позиция экспорта — калийные удобрения (430 млн долл.). Импорт товаров из Бразилии составил 82,8 млн долл..

### Великобритания, Венгрия, Венесуэла, Вьетнам
Великобритания
Экспорт товаров в Великобританию в 2016 году составил 1080 млн долл.. Важнейшие позиции экспорта — нефтепродукты (944 млн долл.), смеси битумные (82 млн долл.), прутки из нелегированной стали горячекатаные (13 млн долл.). Импорт товаров из Великобритании составил 159 млн долл.. Крупнейшие позиции импорта — двигатели внутреннего сгорания поршневые (50 млн долл.), крепкие спиртные напитки (11 млн долл.).
Венгрия
В 2016 году в Венгрию было экспортировано товаров на 51,7 млн долл.. Импорт товаров из Венгрии составил 104 млн долл.. Крупнейшая позиция импорта — лекарства (25 млн долл.).
Венесуэла
Бурный рост двусторонней торговли пришёлся на конец 2000-х — начало 2010-х годов. В 2010 году Венесуэла стала пятым по объёму поставленной продукции партнёром Республики Беларусь (3,3% от общего объёма импорта). В связи с экономическим кризисом в Венесуэле объёмы торговли упали до статистически незначимых: объёмы экспорта и импорта стали ниже 10 млн долларов, из-за чего статистика по торговле с Венесуэлой перестала попадать в ежегодный статистический сборник Белстата «Внешняя торговля Республики Беларусь».
На пике сотрудничества в Венесуэлу поставлялись тракторы и седельные тягачи (64 млн долл. в 2009 году, 61,1 млн в 2010 году, 28,2 млн в 2011 году), общественный транспорт, грузовые автомобили, дорожная и строительная техника, сухое молоко, калийные удобрения, прицепы и полуприцепы, оптическое оборудование, вычислительные машины, сельскохозяйственные машины, изделия из чёрных металлов. Общий объём экспорта составил 230,6 млн долл. в 2009 году, 302,4 млн в 2010 году, 198,8 млн в 2011 году, 254,4 млн в 2012 году, 83 млн в 2013 году, 99,7 млн в 2014 году.
Более 99% импорта из Венесуэлы приходилось на сырую нефть (1,8 млн т сырой нефти на 1,15 млрд долл. в 2010 году, 1,3 млн т на 1,13 млрд долл. в 2011 году, 0,3 млн т на 321,5 млн долл. в 2012 году).
Вьетнам
Экспорт товаров во Вьетнам в 2016 году составил 76,7 млн долл.. Основная позиция экспорта — калийные удобрения (56 млн долл.). Импорт составил 44,2 млн долл..

### Германия
Экспорт товаров в Германию в 2016 году составил 944 млн долл.. Важнейшие позиции экспорта — нефть сырая (472 млн долл.), продольно-распиленные лесоматериалы (46 млн долл.), легковые автомобили, прутки из нелегированной стали горячекатаные (по 33 млн долл.), мебель прочая (27 млн долл.), проволока из нелегированной стали (23 млн долл.), скрученная проволока из чёрных металлов (19 млн долл.), азотные удобрения, тара из древесины (по 15 млн долл.).
Импорт товаров из Германии составил 1333 млн долл. (2016 год). Основные позиции импорта:
- оборудование для термической обработки металлов (78 млн долл.);
- лекарства (50 млн долл.);
- части и принадлежности для автомобилей и тракторов (40 млн долл.);
- прицепы и полуприцепы (32 млн долл.);
- пищевые продукты прочие (27 млн долл.);
- насосы жидкостные (26 млн долл.);
- двигатели внутреннего сгорания поршневые (22 млн долл.);
- арматура для трубопроводов (21 млн долл.);
- машины и механизмы для грунтовых работ (19 млн долл.);
- амино-альдегидные, феноло-альдегидные смолы и полиуретаны (18 млн долл.);
- оборудование для обработки резины или пластмасс (16 млн долл.);
- легковые автомобили (15 млн долл.);
- изделия из чёрных металлов прочие (14 млн долл.);
- передаточные механизмы для машин, оборудования и транспортных средств (14 млн долл.);
- электрические двигатели и генераторов (14 млн долл.);
- инсектициды и гербициды (13 млн долл.);
- машины и механические устройства специального назначения (13 млн долл.);
- медицинские приборы и устройства (13 млн долл.);
- краски и лаки на основе синтетических полимеров (12 млн долл.);
- моющие и чистящие вещества (12 млн долл.);
- материалы смазочные (12 млн долл.);
- полимеры винилхлорида (12 млн долл.);
- полиацетали и полиэфиры (12 млн долл.);
- изделия из пластмасс прочие (12 млн долл.)
- центрифуги, оборудование и устройства для фильтрования (12 млн долл.);
- полимеры этилена (11 млн долл.)[75].

### Индия, Индонезия, Испания, Италия
Индия
Экспорт товаров в Индию в 2016 году составил 272 млн долл.. Важнейшие позиции экспорта — калийные удобрения (233 млн долл.), жгут синтетических нитей (5 млн долл.). Импорт товаров из Индии составил 134 млн долл.. Основные позиции импорта — лекарства (32 млн долл.), филе рыбное и прочее мясо рыбы (8 млн долл.).
Индонезия
Экспорт товаров в Индонезию в 2016 году составил 175 млн долл.. Важнейшие позиции экспорта — калийные удобрения (134 млн долл.), грузовые автомобили (28 млн долл.). Импорт составил 20,3 млн долл..
Испания
В 2016 году в Испанию было экспортировано товаров на 24,6 млн долл.. Импорт товаров из Испании составил 225 млн долл.. Основные позиции импорта — фрукты свежие прочие (23 млн долл.), цитрусовые (16 млн долл.), абрикосы, черешня, вишня, персики, сливы (13 млн долл.).
Италия
Экспорт товаров в Италию в 2016 году составил 84 млн долл.. Важнейшие позиции экспорта — калийные удобрения (18 млн долл.), проволока из нелегированной стали (8 млн долл.), трубы, трубки и профили бесшовные из чёрных металлов (7 млн долл.). Импорт товаров из Италии составил 576 млн долл.. Основные позиции импорта — оборудование для обработки резины или пластмасс (39 млн долл.), лекарства (19 млн долл.), арматура для трубопроводов (14 млн долл.).

### Казахстан
В 2016 году в Казахстан было экспортировано товаров на 363,9 млн долл. (в рекордном 2014 году — 879,4 млн долл.). Больше всего товаров было экспортировано в Алматы (81,9 млн долл.), Астану (50,3 млн долл.), Восточно-Казахстанскую область (38,8 млн долл.), Костанайскую область (38,2 млн долл.).
Важнейшие позиции экспорта — тракторы и седельные тягачи (2399 штук на 35 млн долл.), молоко и сливки сгущённые и сухие (13,2 тыс. т на 23,4 млн долл.), комбайны (1166 штук на 21,3 млн долл.), грузовые автомобили (87 штук на 20,2 млн долл.), мебель прочая (18,3 млн долл.), шины (437 тыс. штук на 15,7 млн долл.), лекарственные средства (13,5 млн долл.).
Импорт товаров из Казахстана снизился за 2011—2016 годы с 137 до 55,4 млн долл.. Больше всего товаров было импортировано из Карагандинской и Западно-Казахстанской областей (17,4 и 12,9 млн долл. соответственно). Основные позиции импорта в 2016 году — сырая нефть (44 тыс. т на 12,6 млн долл.), каменный уголь (318 тыс. т на 15,3 млн долл.), легковые автомобили (116 штук на 7,3 млн долл.).

### Китай
Экспорт товаров в Китай в 2016 году составил 473 млн долл. 
Важнейшие позиции экспорта — калийные удобрения (290 млн долл.), полиамиды (48 млн долл.), лён-сырец или лён обработанный (11 млн долл.).
Импорт товаров из Китая составил 2130 млн долл.. Основные позиции импорта (2016 год):
- аппаратура связи и части к ней (219 млн долл.);
- вычислительные машины для первичной обработки информации (72 млн долл.);
- части и принадлежности для автомобилей и тракторов (65 млн долл.);
- металлоконструкции из чёрных металлов (53 млн долл.);
- диоды, транзисторы и аналогичные приборы (48 млн долл.);
- пульты, столы, панели для электрической аппаратуры (36 млн долл.);
- овощи замороженные (35 млн долл.);
- соединения гетероциклические, содержащие атомы азота (32 млн долл.);
- арматура, крепления для мебели (30 млн долл.);
- трансформаторы электрические (29 млн долл.);
- антибиотики (29 млн долл.);
- осветительное оборудование (28 млн долл.);
- кузова для автомобилей (27 млн долл.);
- телевизоры, мониторы и проекторы (27 млн долл.);
- части обуви (26 млн долл.);
- арматура для трубопроводов (22 млн долл.);
- части к принимающей и передающей аппаратуре (22 млн долл.);
- игрушки и головоломки (22 млн долл.);
- ткани из комплексных синтетических нитей (21 млн долл.).

### Кыргызстан
Экспорт в Кыргызстан составил 48,7 млн долл. (2016 год), крупнейшая позиция экспорта — грузовые автомобили (30 штук на 14,9 млн долл.). Импорт составил 4,6 млн долл., более половины — части и принадлежности для автомобилей и тракторов.

### Латвия
Экспорт товаров в Латвию в 2016 году составил 473 млн долл.. Важнейшие позиции экспорта — нефтепродукты (80 млн долл.), антидетонаторы, антиоксиданты, ингибиторы, загустители (26 млн долл.), продольно-распиленные лесоматериалы (29 млн долл.), необработанные лесоматериалы (13 млн долл.), краски и лаки прочие (10 млн долл.).
Импорт составил 70,1 млн долл..

### Литва
Экспорт товаров в Литву в 2016 году составил 767 млн долл.. Важнейшие позиции экспорта — нефтепродукты (190 млн долл.), смешанные минеральные удобрения (66 млн долл.), прутки из нелегированной стали горячекатаные (36 млн долл.), продольно-распиленные лесоматериалы (35 млн долл.), проволока из нелегированной стали, рапсовое масло (по 19 млн долл.), рафинированная медь и сплавы (18 млн долл.), топливная древесина (13 млн долл.), тракторы и седельные тягачи (12 млн долл.), металлоконструкции алюминиевые, древесно-стружечные плиты (по 11 млн долл.), необработанные лесоматериалы, азотные удобрения, замороженные фрукты (по 10 млн долл.).
Импорт товаров из Литвы составил 266 млн долл.. Среди крупнейших позиций импорта — изделия из цемента, бетона или камня (11 млн долл.), кузова для автомобилей (9 млн долл.).

### Малайзия, Молдова, Нидерланды, Норвегия
Малайзия
Экспорт товаров в Малайзию в 2016 году составил 105,4 млн долл.. Основная позиция экспорта — калийные удобрения (104,5 млн долл.). Импорт составил 55,5 млн долл..
Молдова
Экспорт в Молдову составил 117,7 млн долл. (2016 год), крупнейшие позиции экспорта — нефтепродукты (69,6 тыс. т на 26,9 млн долл.), сахар (18 тыс. т на 8,6 млн долл.), тракторы и седельные тягачи (479 штук на 6,9 млн долл.). Импорт составил 109 млн долл., крупнейшие позиции импорта — яблоки, груши, айва (61 тыс. т на 30,4 млн долл.), вино (40,2 млн л на 23,8 млн долл.), виноград и изюм (10 тыс. т на 11,7 млн долл.), крепкие спиртные напитки (9,4 млн долл.).
Нидерланды
Экспорт товаров в Нидерланды в 2016 году составил 927 млн долл.. Важнейшие позиции экспорта — нефтепродукты (729 млн долл.), антидетонаторы, антиоксиданты, ингибиторы, загустители (19 млн долл.), пилы ручные, полотна для пил (14 млн долл.), продольно-распиленные лесоматериалы (10 млн долл.). Импорт товаров из Нидерландов составил 210 млн долл.. Основные позиции импорта — тракторы и седельные тягачи (50 млн долл.), вакцины (13 млн долл.).
Норвегия
Экспорт товаров в Норвегию в 2016 году составил 107 млн долл.. Важнейшие позиции экспорта — калийные удобрения (85 млн долл.), прутки из нелегированной стали горячекатаные (12 млн долл.). Импорт товаров из Норвегии составил 162 млн долл.. Основные позиции импорта — рыба свежая или охлаждённая (87 млн долл.), рыба мороженая (41 млн долл.), филе рыбное и прочее мясо рыбы (25 млн долл.).

### Польша
Экспорт товаров в Польшу в 2016 году составил 815 млн долл.. Важнейшие позиции экспорта:
- нефтепродукты (168 млн долл.);
- калийные удобрения (63 млн долл.);
- древесно-стружечные плиты (55 млн долл.);
- необработанные лесоматериалы (39 млн долл.);
- смешанные минеральные удобрения (38 млн долл.);
- древесно-волокнистые плиты (32 млн долл.);
- сжиженный газ (31 млн долл.);
- топливная древесина (30 млн долл.);
- азотные удобрения (28 млн долл.);
- полированное стекло (24 млн долл.);
- проволока из нелегированной стали (22 млн долл.);
- дублёная кожа из шкур крупного рогатого скота (12 млн долл.);
- прутки из нелегированной стали горячекатаные (12 млн долл.);
- мебель прочая (12 млн долл.)[100].

Импорт товаров из Польши составил 1185 млн долл.. Основные позиции импорта:
- яблоки, груши, айва (291 млн долл.);
- молоко и сливки несгущённые (39 млн долл.);
- овощи прочие (31 млн долл.);
- томаты (29 млн долл.);
- моторные вагоны железнодорожные (25 млн долл.);
- лекарства (20 млн долл.);
- прочие живые растения (18 млн долл.);
- кислоты поликарбоновые (17 млн долл.);
- электрические аккумуляторы (16 млн долл.);
- капуста (15 млн долл.);
- плиты, листы, плёнка из пластмасс (15 млн долл.);
- бумага, картон, вата из целлюлозных волокон (14 млн долл.);
- тара пластмассовая (12 млн долл.);
- абрикосы, вишня, черешня, сливы (11 млн долл.);
- пищевые продукты прочие (11 млн долл.);
- бумага и картон мелованные (11 млн долл.);
- обувь с верхом из натуральной кожи (11 млн долл.)[101].

### Россия
Экспорт
Основные позиции экспорта в Россию в 2016 году:
- сыры и творог (676 млн долл.);
- грузовые автомобили (484 млн долл.);
- молоко и сливки сгущёные и сухие (426 млн долл.);
- масло сливочное (322 млн долл.);
- говядина свежая или охлаждённая (315 млн долл.);
- тракторы и седельные тягачи (217 млн долл.);
- мясо и субпродукты домашней птицы (200 млн долл.);
- легковые автомобили (195 млн долл.);
- тара пластмассовая (191 млн долл.);
- части и принадлежности для автомобилей и тракторов (186 млн долл.);
- молоко и сливки несгущёные (180 млн долл.);
- мебель прочая и её части (160 млн долл.);
- холодильники, морозильники (151 млн долл.);
- говядина замороженная (149 млн долл.);
- плиты, листы, плёнка из пластмасс (148 млн долл.);
- сахар (145 млн долл.);
- шины автомобильные (121 млн долл.);
- провода изолированные, кабели (121 млн долл.);
- обувь с верхом из натуральной кожи (118 млн долл.);
- полмеры этилена (114 млн долл.);
- машины и механизмы для уборки и обмолота сельскохозяйственных культур (114 млн долл.);
- лекарства (111 млн долл.);
- готовая или консервированная рыба, икра (110 млн долл.);
- плиты древесно-стружечные (105 млн долл.);
- рыба сушёная, солёная, копчёная, переработанная другими способами (105 млн долл.);
- машины и устройства для подъёма, перемещения, погрузки или разгрузки (100 млн долл.).

До 2014 года включительно крупнейшей позицией экспорта были нефтепродукты (1,8 млн т на 1055 млн долл. в 2014 году), но к 2016 году объём их экспорта упал до 268 тыс. т, а стоимость — до 99 млн т.
Импорт
Основа импорта из России — сырая нефть и природный газ. В 2016 году их поставки составили 42 % импорта из России (в 2014 году — 50 %).
Основные позиции импорта из России в 2016 году:
- сырая нефть (18,1 млн т на 3955 млн долл.);
- природный газ (18,6 млрд м3 на 2546 млн долл.);
- легковые автомобили (51 тыс. штук на 591 млн долл.);
- нефтепродукты (527 млн долл.);
- отходы и лом чёрных металлов (253 млн долл.);
- электроэнергия (135 млн долл.)[103].

Регионы России
В 2016 году 62,7 % экспорта из Беларуси пришлось на Центральный федеральный округ, 12,6 % — на Северо-Западный федеральный округ, 8,8 % — на Приволжский федеральный округ, 5 % — на Южный федеральный округ, 4,3 % — на Сибирский федеральный округ, 3,3 % — на Уральский федеральный округ, 1,4 % — на Северо-Кавказский федеральный округ, 0,7 % — на Дальневосточный федеральный округ. 48,9 % импорта пришлось на Центральный федеральный округ, 21,9 % — на Уральский, 13,8 % — на Приволжский, 9,4 % — на Северо-Западный, 2,1 % — на Южный, 1,4 % — на Сибирский, 0,4 % — на Северо-Кавказский.
Важнейшие торговые партнёры Республики Беларусь — Москва, Санкт-Петербург, Брянская, Ленинградская, Московская, Смоленская, Тюменская области, Краснодарский и Пермский края, Татарстан.
| Экспорт (млн долл.): | Импорт (млн долл.): |
| --- | --- |
| 1. Московская область — 2618; 2. Москва — 2066; 3. Санкт-Петербург — 816; 4. Смоленская область — 783; 5. Брянская область — 360; 6. Татарстан — 224; 7. Краснодарский край — 219; 8. Нижегородская область — 215; 9. Ленинградская область — 207; 10. Ростовская область — 202; 11. Кемеровская область — 188; 12. Воронежская — 165; 13. Свердловская область — 162; 14. Самарская область — 117; 15. Башкортостан — 114; 16. Липецкая область — 112; 17. Волгоградская область — 105; 18. Калужская область — 105; 19. Новосибирская область — 104. | 1. Тюменская область — 3117; 2. Смоленская область — 2879; 3. Московская область — 1757; 4. Москва — 1325; 5. Санкт-Петербург — 582; 6. Татарстан — 537; 7. Пермский край — 357; 8. Ленинградская область — 308; 9. Нижегородская область — 303; 10. Калужская область — 261; 11. Башкортостан — 259; 12. Самарская область — 181; 13. Брянская область — 169; 14. Ярославская область — 159; 15. Вологодская область — 142; 16. Тульская область — 141; 17. Ростовская область — 138; 18. Липецкая область — 137; 19. Белгородская область — 135; 20. Челябинская область — 121; 21. Владимирская область — 113; 22. Удмуртия — 110; 23. Свердловская область — 109; 24. Волгоградская область — 101. |

### США, Таджикистан, Туркменистан, Турция, Узбекистан
США
Экспорт товаров в США в 2016 году составил 131 млн долл.. Важнейшие позиции экспорта — калийные удобрения (59 млн долл.), прутки горячекатаные в бухтах из нелегированной стали (14 млн долл.), аппаратура рентгеновская (11 млн долл.). Импорт товаров из США составил 515 млн долл.. Крупнейшие позиции импорта — кузова для автомобилей (93 млн долл.), медицинские приборы и устройства (21 млн долл.), вакцины (17 млн долл.), легковые автомобили (15 млн долл.), части и принадлежности для автомобилей и тракторов (12 млн долл.), двигатели внутреннего сгорания поршневые, двигатели внутреннего сгорания с искровым зажиганием (по 10 млн долл.).
Таджикистан
Экспорт в Таджикистан составил 17,6 млн долл. (2016 год), крупнейшие позиции экспорта — сахар и тракторы. Импорт составил 2,6 млн долл., импортировались фрукты сушёные, хлопковое волокно и пряжа.
Туркменистан
Экспорт в Туркменистан составил 113 млн долл. (2016 год), крупнейшие позиции экспорта — машины и механизмы для грунтовых работ (16 млн долл.), пульты, панели, столы для электрической аппаратуры (15,7 млн долл.), железнодорожные вагоны грузовые (10,3 млн долл.). Импорт составил 7,8 млн долл., в том числе частей к холодильникам и морозильному оборудованию на 4,4 млн долл..
Турция
Экспорт товаров в Турцию в 2016 году составил 85 млн долл.. Важнейшие позиции экспорта — калийные удобрения и соединения, содержащие функциональную нитрильную группу (по 20 млн долл.). Импорт товаров из Турции составил 735 млн долл.. Основные позиции импорта — томаты (110 млн долл.), виноград и изюм (69 млн долл.), трикотажные полотна прочие (50 млн долл.), трикотажные полотна с эластаном (32 млн долл.), цитрусовые (25 млн долл.), фрукты свежие прочие (21 млн долл.), части и принадлежности для автомобилей и тракторов (20 млн долл.), обувь с верхом из натуральной кожи (19 млн долл.), ткани из синтетических комплексных нитей (18 млн долл.), абрикосы, вишня, черешня, персики, сливы, овощи прочие (13 млн долл.).
Узбекистан
Экспорт в Узбекистан составил 36 млн долл. (2016 год), крупнейшая позиция экспорта — полиацетали и полиэфиры простые прочие, смолы эпоксидные (6,6 тыс. т на 5,5 млн долл.). Импорт составил 27,9 млн долл.. Крупнейшие позиции импорта — хлопчатобумажная пряжа (12 млн долл.), хлопковое волокно нечёсаное (5 млн долл.), полимеры этилена (2 млн долл.), виноград и изюм (1,5 млн долл.), медная проволока (1,2 млн долл.).

### Украина
До 2014 года Украина была важным экспортёром в Беларусь электроэнергии (2,4 млрд кВтч на 146,5 млн долл. в 2014 году, или около 2/3 импорта электроэнергии) и каменного угля, но к 2016 году эти показатели упали до нуля.
После 2014 года, по мере углубления российско-украинской санкционной войны, Беларусь стала главным поставщиком удобрений на Украину. Также, Беларусь была главным поставщиком авиационного топлива Украине в период острой фазы войны на Донбассе, причём топливо ввозилось на условиях отсрочки платежа. Беларусь с 2014 года начала массовые поставки на Украину машинокомплектов с МАЗа (далее, после сборки, машины продавались под маркой «Богдан»).
С другой стороны, Беларусь стала шлюзом для ввоза в Россию запрещенных украинских товаров (под видом «сделанных в Беларуси»); периодически, схема использовалась и в обратном направлении (например, поставки «белорусского» угля на Украину).
В 2019 г. Украина ввела заградительную пошлину на цемент, в 2020 г. появилась подобная пошлина на газобетонные блоки. В апреле 2020 года, со ссылкой на необходимость препятствовать пандемии, Украина до конца года запретила импорт белорусской электроэнергии.
После выборов президента Беларуси 2020 года (которые Украина не признала), 26 апреля 2021 года были введены специальные пошлины в размере 35 % в отношении белорусских автобусов, грузовых и специальных автомобилей.
После политических санкций Киева (прекращение авиасообщения в мае 2021, очередной запрет на импорт белорусской электроэнергии), в ответ 9 июня 2021 вступило в силу постановление белорусского правительства, ограничивающее импорт в Беларусь трёх десятков видов товаров украинского происхождения; для них вводится разовое лицензирование, лицензии будут выдаваться Министерством антимонопольного регулирования и торговли. Ограничительная мера введена на шесть месяцев.
Экспорт товаров в Украину составил 2845 млн долл. (2016 год).
Важнейшие позиции экспорта:
- нефтепродукты (4,3 млн т на 1747 млн долл.);
- смешанные минеральные удобрения (113 млн долл.);
- тракторы и седельные тягачи (6499 штук на 92 млн долл.);
- сжиженный газ (64 млн долл.);
- кокс и битум нефтяные (61 млн долл.);
- шины (1150 тыс. штук на 58 млн долл.);
- автомобили грузовые (543 штуки на 42 млн долл.);
- калийные удобрения (34 млн долл.)[118].

Импорт товаров из Украины составил 985 млн долл. (2016 год).
Важнейшие позиции импорта:
- Отходы, полученные при извлечении растительных масел (кроме соевого) — 111 млн долл.;
- Прокат плоский из нелегированной стали горячекатаный — 46 млн долл.;
- Говядина свежая или охлаждённая — 36 млн долл.;
- Соевые бобы — 30 млн долл.;
- Подсолнечное масло — 29 млн долл.;
- Отходы, полученные при извлечении соевого масла — 26 млн долл.;
- Мебель прочая — 26 млн долл.;
- Томаты — 22 млн долл.;
- Экстракт солодовый — 20 млн долл.;
- Тара из бумаги и картона — 19 млн долл.;
- Лекарства — 17 млн долл.;
- Кукуруза — 17 млн долл.;
- Галька, щебень, гравий — 17 млн долл.;
- Стеклотара — 13 млн долл.;
- Ферросплавы — 13 млн долл.;
- Хлеб и мучные кондитерские изделия — 13 млн долл.;
- Шоколад и прочие изделия из какао — 12 млн долл.;
- соки — 11 млн долл.;
- прокат плоский из прочих легированных сталей — 11 млн долл.;
- уголки, фасоны и специальные профили из нелегированной стали — 10 млн долл.;
- кондитерские изделия из сахара — 10 млн долл.

В 2017 году крупнейшими позициями белорусского экспорта на Украину являлись:
- нефтепродукты (1820 млн долларов);
- сжиженный газ (203,9 млн долларов);
- кокс и битум нефтяные (137,8 млн долларов);
- смешанные минеральные удобрения (104,8 млн долларов);
- тракторы (73,4 млн долларов);
- грузовые автомобили (64,6 млн долларов);
- шины (49,4 млн долларов);
- азотные удобрения (47,5 млн долларов);
- полированное стекло (42,5 млн долларов);
- древесно-стружечные плиты (30,4 млн долларов);
- инсектициды и гебрициды (26 млн долларов);
- прутки из нелегированной стали (25,9 млн долларов);
- запчасти для автомобилей и тракторов (25,2 млн долларов);
- автобусы (21,6 млн долларов);
- холодильники, морозильники (20,4 млн долларов).

В 2017 году крупнейшими позициями украинского экспорта в Республику Беларусь являлись:
- отходы, полученные при извлечении растительных масел, за исключением соевого (107,3 млн долларов);
- соевые бобы (52,4 млн долларов);
- плоский прокат горячекатаный из нелегированной стали (46,5 млн долларов);
- говядина свежая или охлаждённая (31,6 млн долларов);
- галька, гравий, щебень (30,8 млн долларов);
- отходы, полученные при извлечении соевого масла (28 млн долларов);
- солодовый экстракт и готовые мучные и крупяные продукты (27,7 млн долларов);
- мебель (26,6 млн долларов);
- подсолнечное масло (21,1 млн долларов).

### Франция, Чехия, Швейцария, Япония
Франция
В 2016 году во Францию было экспортировано товаров на 42,7 млн долл.. Импорт товаров из Франции составил 243 млн долл.. Крупнейшие позиции импорта — лекарства (27 млн долл.), инсектициды и гербициды (11 млн долл.), вакцины (10 млн долл.).
Чехия
Экспорт товаров в Чехию в 2016 году составил 85 млн долл.. Экспорт отличается значительной степенью диверсифицированности: объём экспорта всеми видами товаров не превышает 9 млн долл.. Импорт товаров из Чехии составил 193 млн долл.. Крупнейшие позиции импорта — вычислительные машины для автоматической обработки информации (17 млн долл.), алюминиевая фольга (8 млн долл.).
Швейцария
В 2016 году в Швейцарию было экспортировано товаров на 5,4 млн долл.. Импорт товаров из Швейцарии составил 151 млн долл.. Основные позиции импорта — вагоны несамоходные железнодорожные (17 млн долл.), части подвижного состава (16 млн долл.), вагоны моторные железнодорожные и трамвайные (15 млн долл.).
Япония
В 2016 году в Японию было экспортировано товаров на 11,9 млн долл.. Импорт товаров из Японии составил 112 млн долл.. Основные позиции импорта — газовые турбины прочие, турбореактивные и турбовинтовые двигатели газовые (19 млн долл.), медицинские приборы и устройства (11 млн долл.).

### Прочие страны
В 2016 году было также экспортировано товаров на сумму от 30 до 80 млн долл. в следующие страны:
- Румыния — 75,2;
- Словакия — 69,7;
- Эстония — 64,8;
- Грузия — 58,1;
- Канада — 53,8;
- Болгария — 52,4;
- Пакистан — 50,4;
- Иран — 48,9;
- Израиль — 45,2;
- Египет — 43,5;
- Сербия — 40,3;
- Ангола — 40,3;
- Ирак — 39,7;
- Республика Корея — 34,1;
- Колумбия — 34;
- Швеция — 33,1;
- Сирия — 31,5.

Значительный объём импортируемых товаров поступил также из следующих стран:
- Словакия — 92,9;
- Дания — 89,9;
- Республика Корея — 85,4;
- Саудовская Аравия — 75,6;
- Сербия — 73,6;
- Словения — 60,1;
- Кот-д’Ивуар — 55,6;
- Израиль — 48,5;
- Куба — 48,3;
- Румыния — 43,5;
- Гвинея — 40,7.

## Санкции
В июне 2021 года Европейский совет ввёл секторальные санкции против Республики Беларусь. Была запрещена поставка в Беларусь оборудования, технологий или программного обеспечения, основное назначение которых — мониторинг или перехват телефонных и интернет-коммуникаций, а также товаров и технологий двойного назначения. Была ограничена торговля нефтепродуктами, хлоридом калия и товарами, необходимыми для производства табачных изделий.
Торговля через Россию позволяет Беларуси обходить санкции, наложенные на неё Евросоюзом и США.